# Maytenus blepharodes
Maytenus blepharodes är en benvedsväxtart som beskrevs av Lundell. Maytenus blepharodes ingår i släktet Maytenus och familjen Celastraceae. Inga underarter finns listade.